# Juegos de la Micronesia 2018
Los Juegos de la Micronesia 2018 fueron la octava edición de dicho torneo y se jugó del 23 al 27 de julio en Gigil, Yap, parte de los Estados Federados de Micronesia.

## Participantes
| Equipos participantes | Equipos participantes | Equipos participantes | Equipos participantes |
| --------------------- | --------------------- | --------------------- | --------------------- |
| Chuuk                 | Pohnpei               | Palaos                | Yap                   |

## Primera ronda
| Equipo  | Pts | PJ | PG | PE | PP | GF | GC | Dif |
| ------- | --- | -- | -- | -- | -- | -- | -- | --- |
| Yap     | 7   | 3  | 2  | 1  | 0  | 8  | 5  | +3  |
| Pohnpei | 5   | 3  | 1  | 2  | 0  | 5  | 4  | +1  |
| Chuuk   | 4   | 3  | 1  | 1  | 1  | 4  | 5  | -1  |
| Palaos  | 0   | 3  | 0  | 0  | 3  | 2  | 5  | -3  |

| Fecha       | Lugar |         |                   | Resultado |                   |         |
| ----------- | ----- | ------- | ----------------- | --------- | ----------------- | ------- |
| 23 de julio | Gigil | Pohnpei | Bandera de Ponapé | 2:1       | Bandera de Palaos | Palaos  |
| 23 de julio | Gigil | Yap     | Bandera de Yap    | 4:2       |                   | Chuuk   |
| 24 de julio | Gigil | Chuuk   |                   | 1:0       | Bandera de Palaos | Palaos  |
| 24 de julio | Gigil | Pohnpei | Bandera de Ponapé | 2:2       | Bandera de Yap    | Yap     |
| 25 de julio | Gigil | Chuuk   |                   | 1:1       | Bandera de Ponapé | Pohnpei |
| 25 de julio | Gigil | Yap     | Bandera de Yap    | 2:1       | Bandera de Palaos | Palaos  |

### Tercer puesto
| Fecha       | Lugar |        |                   | Resultado |  |       |
| ----------- | ----- | ------ | ----------------- | --------- |  | ----- |
| 26 de julio | Gigil | Palaos | Bandera de Palaos | 2:0       |  | Chuuk |

### Final
| Fecha       | Lugar |         |                   | Resultado |                |     |
| ----------- | ----- | ------- | ----------------- | --------- | -------------- | --- |
| 27 de julio | Gigil | Pohnpei | Bandera de Ponapé | 3:2       | Bandera de Yap | Yap |

| Bandera de Ponapé |
| Campeón Pohnpei   |
| Segundo título    |